# ボトムネス
ボトムネス (bottomness) B′は、粒子の性質を表すフレーバー量子数の一つである。ビューティ (beauty) とも呼ばれる。ボトムネスは、粒子を構成する反ボトムクォークの数 (nb) とボトムクォークの数 (nb) として定義される:
{\displaystyle B^{\prime }=-(n_{b}-n_{\bar {b}})}
慣習により、ボトムクォークは−1のボトムネスを持ち、反ボトムクォークは+1のボトムネスを持つ。この慣習では、クォークのフレーバー量子数の符号はクォークの電荷 (Q) の符号と同じとする。ボトムクォークの場合は、Q = −1⁄3 である。
ボトムネスという語は、めったに使われない。多くの物理学者は、単に"ボトムクォークの数"と"反ボトムクォークの数"だけを用いる。

## ボトムネスの保存
全てのフレーバーに関係する量子数と同様に、ボトムネスは強い相互作用および電磁相互作用において保存するが、弱い相互作用の下では保存しない（CKM行列を参照）。クォークがひとつだけ崩壊する一次の反応では、ボトムネスは1だけ変化する：{\displaystyle \Delta B^{\prime }=\pm 1}.